# Johan van Heemskerk
Johan van Heemskerk (* 1597 in Amsterdam; † 27. Februar 1656 ebenda) war ein niederländischer Schriftsteller des Barock, Rechtsanwalt und Politiker.

## Leben
Johan van Heemskerk entstammte dem Geschlecht der Van Heemskerck. Er besuchte die Schule in Bayonne, bis er 1617 an die Universität Leiden wechselte. 1621 begab er sich auf eine vierjährige Grand Tour und veröffentlichte seinen ersten Gedichtband Minnekunst, der 1622 erschien. Er erwarb den Titel Magister Artium in Bourges 1623. Im darauffolgenden Jahr besuchte er Hugo Grotius in Paris.
Nach seiner Rückkehr nach Amsterdam 1625 veröffentlichte er Minnepligt und begann als Anwalt  in Den Haag zu arbeiten. 1628 wurde er in England mit juristischen Aufgaben für die Niederländische Ostindien-Kompanie betraut, um den Streit um die Insel Ambon beizulegen. Im selben Jahr veröffentlichte er den Gedichtband Minnekunde.
Er kehrte 1640 nach Amsterdam zurück, wo er Alida heiratete, eine Schwester des einflussreichen Patriziers und Bürgermeisters Geurt van Beuningen. 1641 veröffentlichte er eine niederländische Version von Pierre Corneilles Cid, einer Tragikomödie. Sein bekanntestes Werk, der Schäferroman Batavische Arcadia, erschien 1647. Allerdings hatte er ihn schon zehn Jahre zuvor geschrieben.
Während seiner zwölf letzten Lebensjahre saß Heemskerk in der Oberen Kammer der Generalstaaten.

## Werk
Heemskerks Dichtung fiel während des 18. Jahrhunderts in Vergessenheit, wird aber heute wieder stärker rezipiert. Seine berühmte Batavische Arcadia war eine Adaption von Philip Sidneys Arcadia (1590). Sie erfreute sich über hundert Jahre großer Beliebtheit und erreichte zwölf Auflagen. Davon zeugen auch die vielen Nachahmerschriften, wie die Dordrechtsche Arcadia (1663) von Lambert van den Bos und die Rotterdamsche Arcadia (1703) von Willem den Elger.